# لوکسوتیکا
لوکسوتیکا (به ایتالیایی: Luxottica) شرکت کالای لوکس ایتالیایی است، که به‌عنوان بزرگترین تولیدکننده عینک در جهان شناخته می‌شود.
این شرکت مالک پرفروش‌ترین برندهای عینک در جهان است، که عبارتند از: ری-بن، اوکلی و پرسول. شرکت لوکسوتیکا طراح عینک‌های آفتابی و فریم‌های عینک طبی برندهای شنل، دولچه و گابانا، بولگاری و پرادا می‌باشد.
شرکت لوکسوتیکا همچنین تحت برندهای دیگر نیز عینک آفتابی تولید و ارائه می‌کند، که این برندها عبارتند از: میو میو، دی‌کی‌ان‌وای، جورجو آرمانی، بوربری، پولو رالف لورن، استلا مک کارتنی، تیفانی، ورساچه، وگ (مجله) و دونا کارن. بزرگترین شرکت رقیب لوکسوتیکا، گروه سافیلو می‌باشد.
شرکت لوکسوتیکا علاوه بر ساخت عینک‌های آفتابی و طبی و فروش عمده، در زمینه عرضه محصولات خود، به صورت خرده‌فروشی نیز عمل می‌نماید و دارای چندین شبکه زنجیره‌ای فروش عینک، با نام‌های تجاری سان‌گلسز هات، اولیور پیپلز و پیرل ویژن سنتر است، که در سراسر جهان دارای شعبه می‌باشند.
در گذشته‌ای نه چندان دور، بازار فروش عینک به‌طور کامل در انحصار شرکت لوکسوتیکا بود و این شرکت با توجه به منابع گسترده‌ای که در اختیار داشت، به‌عنوان تعیین‌کننده قیمت در بازار عینک‌های آفتابی و طبی عمل می‌کرد و به‌طور مجازی قیمت عینک را برای سال‌ها بالا نگه داشته بود.
بخشی از سهام شرکت لوکسوتیکا در بازارهای بورس ایتالیا و بورس نیویورک معامله می‌شود. لئوناردو دل وکیو مالک و رئیس هیئت مدیره این شرکت است.